# سعاد نصر عبدالعزیز
سعاد نصر عبدالعزیز (عربی: سعاد نصر عبد العزيز؛ ۱۲ مارس ۱۹۵۳ – ۵ ژانویه ۲۰۰۷ ) هنرپیشه اهل مصر بود. از فیلم‌هایی که او حضور داشته می‌توان به اسکندریه...نیویورک اشاره کرد.